# Mięsień czworoboczny uda

Mięśnie czworoboczne uda

Mięsień czworoboczny uda (łac. musculus quadratus femoris) – w anatomii człowieka płaski, prostokątny mięsień należący do grupy mięśni brzusznych obręczy kończyny dolnej. Położony jest na tylnej i dolnej stronie stawu biodrowego, rozpięty między guzem kulszowym a kością udową. Biegnie poziomo od brzegu bocznego guza kulszowego odśrodkowo aż do grzebienia międzykrętarzowego kości udowej. Z przodu graniczy z mięśniem zasłaniaczem zewnętrznym, od dołu z przywodzicielem wielkim, z tyłu z dwugłowym, półbłoniastym i pośladkowym wielkim a od góry z bliźniaczym dolnym. Leży na nim nerw kulszowy, żłobiąc w nim bruzdę zstępującą pionowo. Unaczyniony jest przez tętnicę pośladkową dolną i tętnicę okalającą udo przyśrodkową, a unerwiony przez nerw do mięśnia czworobocznego uda ze splotu krzyżowego (L5–S1).
Jego funkcją jest obracanie uda na zewnątrz w stawie biodrowym, przywodzenie go i prostowanie.
Mięsień ten czasem łączy się z mięśniem bliźniaczym dolnym i przywodzicielem wielkim, a u 1% populacji w ogóle nie występuje.